# Ručetna vas
Ručetna vas je naselje u slovenskoj Općini Črnomelju. Ručetna vas se nalazi u pokrajini Dolenjskoj i statističkoj regiji Jugoistočnoj Sloveniji. 

## Stanovništvo
Prema popisu stanovništva iz 2002. godine naselje je imalo 118 stanovnika.